# قبقلار
هي جزء من سلسلة جداريات شهيرة تُعرف بـ "أسطورة الصليب الحقيقي" (Legend of the True Cross)، والتي رسمها بييرو ديلا فرانشيسكا في كنيسة القديس فرنسيس (San Francesco) بمدينة أريتسو الإيطالية، في القرن الخامس عشر الميلادي.
قُبُقلار (بالفرنسية: cubiculaire)، لقب يُطلق على حُجّاب القصر الإمبراطوري في أواخر الإمبراطورية البيزنطية.